# جون راندال
جون راندال (بالإنجليزية: Jon Randall)‏ هو مغني ومنتج أسطوانات ومغن مؤلف أمريكي، ولد في 17 فبراير 1969 في دالاس في الولايات المتحدة.

## وصلات خارجية
- جون راندال على موقع ميوزك برينز (الإنجليزية)
- جون راندال على موقع أول ميوزيك (الإنجليزية)
- جون راندال على موقع ديسكوغز (الإنجليزية)